# Pataki József (színművész)

Pataki József, névváltozat: Pataky, született: Piha (Apácapuszta, 1875. március 4. – Budapest, 1957. augusztus 9.) színész, színháztörténész, a Nemzeti Színház tagja.

## Életútja
Szülei Piha József és Nagy Erzsébet. A Csanád megyei Apáca pusztán született, melyet apja a magyar királyi kincstártól bérelt. Egyetemi tanulmányainak félbeszakításával 1895-ben beiratkozott a színiakadémiára és annak elvégzése után, 1898. augusztus 1-én, Kunhegyi Miklós társulatánál Nagykárolyban lépett a színipályára. Első szerepe Sandy volt, az akkor híres Trilby című darabban. De nemsokára a Bánk bán címszerepét is eljátszotta. Kunhegyitől Kövessy Alberthez került, akivel bejárta Óbudát, Kecskemétet és annak nyári állomásait. Innen Szegedre szerződött, dr. Janovics Jenő társulatához, három esztendőre. Szegeden több jelentős szerepet játszott, melyek közül különösen a Bizánc Giovannijaként keltett feltűnést. Azután Bihari Ákos kecskeméti társulatánál működött, mint hős- és jellemszínész. Itt kezdett rendezni is. Innen előbb Szilágyi Dezsőhöz, majd mint teljesen kiforrott színész Kolozsvárra ment, dr. Janovics Jenő társulatához, hős- és jellemszínésznek és drámai rendezőnek. Kolozsvárt 1909. március 31-én a Borban Baracs Imre szerepében lépett fel először. Játszotta azonkívül Bánk bánt, Ádámot (Az ember tragédiájában), Ocskay brigadérost, Ifjú Nagy Istvánt (a Tanítónőben), Kisfaludy Sándort (a Himfy dalaiban) stb. Kolozsvárról Debrecenbe ment Zilahy Gyula társulatához, majd Budapestre az Uj Színpadhoz szerződött. Itt a Tavaszi mámor főszerepében annyira megtetszett Tóth Imrének, a Nemzeti Színház akkori igazgatójának, hogy 1913. január 1-től a Nemzeti Színházhoz szerződtette.
1915-ben elnyerte a Farkas–Ratkó-díjat. 1919-ben tanácsosa lett az Országos Színészegyesületnek és bizottsági tagja a Budapesti Színészek Szövetségének. Ezen tisztségeket három évig viselte. 1920-tól az Országos Színészegyesület színészképző iskolájában tanított. A Nemzeti Színháznál mint színész különösen a magyar paraszt-alakokban tűnt ki.
Foglalkozott a magyar színészet történetével is. Hasonló című munkájával 1914-ben elnyerte az 1500 koronás Halmos Izor-féle pályadíjat. Számos színészettörténeti cikket írt a különböző napilapokba és folyóiratokba (Pesti Napló, Nyugat, Szózat, Pesti Hirlap, Magyarság, Budapesti Hirlap, Az Élet, Színészek Lapja, Színészujság stb.). A Magyar Színművészeti Lexikonba is mint szerkesztőségi tag több cikket írt és a lexikon második és harmadik kötetének anyagát ő revideálta. Írt egy Bánk bán tanulmányt, melyben különösen a színpad szempontjából foglalkozik Bánk szerepével. 1925-ben dr. Hevesi Sándor előterjesztésére a vallás- és közoktatásügyi miniszter megbízta a Nemzeti Színház Múzeumának szervezésével, melynek őre és 1927-től a Nemzeti Színház könyvtárosa is volt.
Felesége Sailer Gabriella Vilma volt, akivel 1921-ben Békéscsabán kötött házasságot, három gyermekük született.

## Fontosabb színházi szerepei
- Baracs Imre (Gárdonyi G.: A bor)
- Lőrci (Barta L.: Tavaszi mámor)
- A peleskei nótárius (Gaál J.)
- Jeremiás (Herczeg F.: Árva László király)
- Pedellus (Móricz Zs.: Légy jó mindhalálig)
- Silló (Harsányi K.: Ellák)
- Márton (Szigligeti E.: Csikós)
- Fabula (Aranyember)
- Durbints sógor (A bor)
- Csikósgazda (Rákóczi - harang)
- Vén napszámos (Pacsirtaszó)
- Csárdásgazda (Sárga csikó)
- Benedek kurátor (Elnémult harangok)
- Rózsa Sándor (Fekete lovas)
- Varga Péter tiszttartó (Egy magyar nábob)
- Sodró bácsi (Cifra nyomorúság)
- James (Amihez minden asszony ért)

## Filmszerepei
- Tamás Úrfi kalandjai (1918)
- Hol van a kisködmön? (1928)
- Földindulás (1939) – Péter bácsi, falusi férfi
- Hazafelé (1940) – Sánta Pál Péter
- Sárga rózsa (1940) – számadó
- Eladó birtok (1940) – Kártonyi, számadó juhász
- Intéző úr (1941)
- Szép csillag (1942)
- Kerek Ferkó (1943) – falusi férfi a tanácson
- Kalotaszegi Madonna (1943) – Lontay bácsi, kurátor
- Sári bíró (1943) – falusi férfi a választáson
- Futóhomok (1943)
- A két Bajthay (1943) – Bálint bácsi, gulyás
- Úri muri (1950)
- Déryné (1951)

## Könyve
- A magyar színészet története 1790-1890. Táltos Könyvkiadó, Budapest, 1922.